# Concours Eurovision de la chanson junior 2012
Pour les articles homonymes, voir Eurovision 2012.
Break the Ice !
- Pays participants
- Pays ayant participé dans le passé, mais pas à l'édition 2012

Erevan 2011 Kiev 2013
Le Concours Eurovision de la chanson junior 2012 est la dixième édition du Concours Eurovision de la chanson junior. Elle a eu lieu à Amsterdam, aux Pays-Bas le 1er décembre 2012. Le slogan de cette édition est Break The Ice! (en français Cassez la glace !).

Le concours est remporté par Anastasiya Petryk pour l'Ukraine avec la chanson "Небо" (Nebo), signifiant "Le ciel". Elle obtient 138 points. La Géorgie vient en 2e position  et l'Arménie en 3e position.

## Pays participants
Le 1er septembre 2012, l'Union européenne de radio-télévision annonce la présence de 12 pays prenant part à l'édition 2012 du concours. Pour la dixième édition, l'Albanie, l'Azerbaïdjan et Israël font leur première apparition. À contrario, la Bulgarie, la Lettonie, la Lituanie et la Macédoine se désistent.
| Ordre | Pays        | Artiste                          | Chanson                         | Langue(s)           | Place | Points |
| ----- | ----------- | -------------------------------- | ------------------------------- | ------------------- | ----- | ------ |
| 1     | Biélorussie | Iegor Jechko                     | A more-more (А море-море)       | Russe               | 9     | 56     |
| 2     | Suède       | Lova Sönnerbo                    | Mitt mod                        | Suédois             | 6     | 70     |
| 3     | Azerbaïdjan | Suada Alakbarova & Omar Sultanov | Girls and Boys (Dünya Sənindir) | Azéri               | 11    | 49     |
| 4     | Belgique    | Fabian Feyaerts                  | Abracadabra                     | Néerlandais         | 5     | 72     |
| 5     | Russie      | Lerika                           | Sensation                       | Russe               | 4     | 88     |
| 6     | Israël      | Kids.il                          | Let the Music Win               | Hébreu              | 8     | 68     |
| 7     | Albanie     | Igzidora Gjeta                   | Kam një këngë vetëm për ju      | Albanais            | 12    | 35     |
| 8     | Arménie     | Compass Band                     | Sweetie Baby                    | Arménien et Anglais | 3     | 98     |
| 9     | Ukraine     | Anastasiya Petryk                | Nebo (Небо)                     | Ukrainien, anglais  | 1     | 138    |
| 10    | Géorgie T   | The Funkids                      | Funky Lemonade                  | Géorgien            | 2     | 103    |
| 11    | Moldavie    | Denis Midone                     | Toate vor fi                    | Roumain             | 10    | 52     |
| 12    | Pays-Bas H  | Femke Meines                     | Tik Tak Tik                     | Néerlandais         | 7     | 69     |

### Pays se retirant
- Bulgarie : Le 11 juin 2012, la Télévision nationale bulgare confirme que le pays ne participerait pas à l'édition 2012 du concours[16].
- Lettonie : problèmes financiers[réf. souhaitée]
- Lituanie : problèmes financiers[réf. souhaitée]
- Macédoine : problèmes financiers[réf. souhaitée]